# Јуришина хумка
Јуришина хумка је једна од најзначајнијих, уједно до новијег времена најмање познатих хумки (кургана) у Србији. У послератном периоду јавља се једино на топографским картама као кота, и то са називом Јуришина коса. Покретањем поступка њене заштите 2010. у категорији природно добро, ситуација се мења и ова хумка прелази у најдетаљније документоване објекте овог типа у Србији. Такође и као једина хумка под заштитом (било као споменик природе, било као културно-историјски споменик) постаје уједно и најрепрезентативнија.
Током покретања иницијативе за њену заштиту од стране Завода за заштиту природе први назив који се предлаже био је „Резерват за одржавање генетског фонда Хумка на потезу Ливаде“. Због ванредног значаја биљних заједница које су на хумки сачуване нетакнуте вековима резерват има статус заштите генетског биофонда. Тако ово планирано заштићено добро уједно носи и статус научно-истраживачког резервата, што је детаљно образложено у Студији заштите. Све што је о хумки написано по питању вредности, важи и за друге.

## Опис
Природно добро се налази у југоисточном делу Бачке, код Жабља, у истоименој општини. До ње се долази летњим путем. Надморска висина локације износи 87 м, а сама хумка доминира са висином од око 6 м у односу на околње заравњено земљиште. Укупна површина која је заведена у заштиту је 0,23 ха, а режими заштите су 0,18 хектара под II. степеном и 0,05 хектара под III. степеном.
Подручје Јуришине хумке има верификован међународни статус значајан за биљке (IPA), у Србији означено под називом „Жабаљска хумка са слатином и Јегричком“. Ово природно добро због своје конфигурације није никада преоравано, тако да представља мало острвце очуване реликтне флоре. На изузетно малом простору величине свега 17 ари, а окружено интензивно обрађиваним пољопривредним земљиштем на хумки је нађено чак седам преживелих заштићених биљних врста.

## Стање и перспективе
СП Јуришина хумка (раније „Хумка на потезу Ливаде“) спада у ланац регионалне еколошке мреже у оквирима слатинско-степских коридора Бачке. Према оригиналном предлогу требало је да постане заштићено добро III. категорије, међутим током ревизије студије у поступку усклађивања са изменама Закона о заштити природе, у складу са новим прописима одређене су и границе заштитне зоне. Измене у закону о заштити природе тицале су се концепта заштите и развоја – усклађивање интереса заштите и коришћења природних ресурса од заинтересованих страна, као корисника простора. Студија је завршена и заведена под деловодним бројем Покрајинског завода за заштиту природе 02-2042, дана 14.12.2011, предата 23.12.2011. општинској управи у Жабљу за потребе доношења новог акта о заштити.
Ово је тренутно једина хумка на територији Србије која ужива заштиту државе, а уједно нема статус археолошког налазишта или споменика културе.

## Извори и белешке
1. 1 2  Споменик природе "Јуришина хумка". Студија заштите. Покрајински Завод за заштиту природе, 2011, Нови Сад
2. ↑  Уредба о еколошкој мрежи Сл. гласник РС бр 102/10
3. ↑  „Spomenik prirode "Jurišina humka" (usklađivanje sa Zakonom o zaštiti prirode)”. Архивирано из оригинала 10. 07. 2015. г. Приступљено 08. 07. 2015.